# Diego Rubio
Diego Iván Rubio Köstner (Santiago, Chile, 15 de mayo de 1993) es un futbolista profesional chileno que se desempeña como delantero y actualmente milita en el  Austin F. C. de la Major League Soccer. Además, ha sido internacional absoluto con la selección de fútbol de Chile desde 2011. 
Es hijo del exseleccionado chileno Hugo Rubio, hermano del exdelantero Eduardo Rubio y del también delantero Matías Rubio. Su padrino es el excapitán de la selección de fútbol de Chile, Iván Zamorano.

## Trayectoria

### Primeros pasos
Siguiendo el paso de sus hermanos mayores, se enroló en las divisiones inferiores de Universidad Católica dónde fue capitán y goleador hasta los 14 años, pero tras la llegada de  Claudio Borghi a Colo-Colo tomó la decisión de querer jugar en el conjunto albo, lo que le trajo conflictos con el conjunto cruzado, quien lo tuvo alrededor de un año y medio sin jugar, hasta que llegaron a un acuerdo para dejar partir al jugador.

### Colo-Colo
Su debut en el primer equipo albo fue en un amistoso frente a Deportes La Serena, que terminó con derrota. Su día de gloria llegó en el partido ante Unión Española en el Estadio Santa Laura por la Noche Hispana, cuando marcó dos goles en el triunfo de Colo-Colo por 3 a 1 sobre los hispanos.
Debutó en Primera División ante Unión San Felipe, partido en que su equipo perdió por 2 a 0. Luego, en un partido por la Copa Libertadores 2011 contra Santos en Brasil marcó su primer gol internacional, en un partido que terminó 3 a 2 a favor de los brasileños. Después, el 9 de abril de 2011, marcó sus primeros goles por torneos oficiales en Chile, marcando 2 goles a Deportes La Serena. Posteriormente marcó un gol en el clásico con Universidad Católica. Otra incursión internacional fue el 12 de abril, convirtiendo 2 goles contra Deportivo Táchira de Venezuela, obteniendo el triunfo 2 a 1 para el cuadro de Colo-Colo. 
Por ser una de las revelaciones del torneo, con apenas 17 años, fue observado por clubes de Europa, y terminó fichando por el Sporting de Lisboa de Portugal.

### Sporting de Lisboa
El 4 de julio de 2011, se oficializó su traspaso al fútbol europeo, firmando un contrato de cinco años que lo ligaba al Sporting de Lisboa de la Primeira Liga de Portugal, a cambio de un millón y medio de euros. En su primer partido amistoso, marcó un gol. En su segundo partido amistoso, anotó dos tantos. Durante la pretemporada del equipo lusitano, marcó un total siete goles. Luego tuvo varias participaciones, ingresando desde la banca, tanto en la LIGA Zon Sagres como en la UEFA Europa League, pero solo consiguió anotar en una oportunidad, por lo que, la siguiente temporada, jugó en el equipo juvenil del cuadro lisboeta.

### Pandurii Târgu Jiu
Buscando sumar experiencia, en septiembre de 2013, se dio a conocer la cesión del delantero al CS Pandurii Târgu Jiu de Rumania que durante año se encontraba disputando la Liga Europea de la UEFA. Sin embargo, no tuvo muchas ocasiones de jugar y sólo disputó 5 encuentros. Por este motivo, se finalizó su cesión en diciembre del mismo año.

### Sandnes Ulf
En febrero de 2014, fue nuevamente cedido, esta vez al Sandnes Ulf, equipo de la Tippeligaen de Noruega. En esta ocasión, el delantero jugó 19 partidos como titular e ingresó en 7 oportunidades desde el banco. En estos 26 partidos anotó 8 goles, siendo el máximo goleador de su equipo.
Sin embargo, el Sandnes Ulf quedó en última posición y descendió a la Segunda Liga.

### Sporting de Lisboa "B"
Finalizada su cesión en Noruega, el delantero se reincorporó a la disciplina del Sporting. Sin embargo, volvió al equipo filial, donde disputó 21 encuentros y convirtió 14 tantos durante la temporada 2014-15. 
En lo que respecta al primer equipo, el 28 de enero de 2015, ingresó a los 58' de juego del compromiso que enfrentó a Sporting de Lisboa y Vitória Futebol Clube por la Copa de la Liga de Portugal, el que finalizó en igualdad 1 a 1. Además, fue convocado para el partido de la jornada 30 de la Liga NOS 2014-15 ante Moreirense Futebol Clube disputado el 27 de abril de 2015, donde no vio acción.
Ya en la temporada 2015-16, continúo sumando minutos en el equipo filial. Disputó cinco encuentros durante el mes de agosto de 2015, cuatro de ellos como titular, antes de ser transferido al Real Valladolid de la España.

### Real Valladolid C.F.
Tras no encontrar espacio en el primer equipo de Sporting de Lisboa, el 31 de agosto de 2015, se anunció su fichaje por el Real Valladolid de la Segunda División de España, club con el que firmó un contrato por cuatro temporadas.

### Sporting Kansas City
En marzo de 2016, se oficializó su incorporación en calidad de préstamo al Sporting Kansas City de la Major League Soccer, procedente desde el Real Valladolid C.F., hasta el término de la temporada en Europa. Sin embargo, sus buenas actuaciones hicieron que, durante el mes de junio, el cuadro norteamericano decidiera extender la cesión del delantero chileno hasta fin de año, una vez concluida su participación en la MLS. Finalmente, a comienzos de septiembre, Carlos Suárez, presidente del Real Valladolid C.F., anunciaba públicamente el traspaso definitivo del chileno al club estadounidense.
Lamentablemente, el 14 de octubre del mismo año, el delantero sufrió la rotura del ligamento cruzado anterior de la rodilla derecha durante un entrenamiento, motivo que lo mantuvo alejado de las canchas por ocho meses. Tras recuperarse de su lesión, regresó a las citaciones el 10 de junio de 2017, aunque no vio acción en el compromiso disputado ante Montreal Impact. Siete días más tarde, se produjo su retorno a las canchas, ingresando a los 76' de juego en la igualdad sin goles de su equipo en condición de visita ante San Jose Earthquakes.
Además, ha disputado algunos compromisos en forma esporádica en el Swope Park Rangers, equipo filial del Kansas City y que milita en la United Soccer League, segunda liga en importancia en el fútbol de los Estadios Unidos, sumando tres goles en siete duelos jugados entre 2016 y 2018.

### Colorado Rapids
A principios de la temporada 2019, Rubio fue transferido al Colorado Rapids como intercambio por Kelyn Rowe más $300.000.

## Selección nacional

### Selección sub-20
Fue parte de la selección chilena sub-20 que disputó el Sudamericano Sub-20 de 2013 en Argentina, disputando ocho encuentros y marcando un gol. Al finalizar el certamen, Chile clasificó en la cuarta posición al Mundial Sub-20 de 2013 de Turquía.
Lamentablemente, quedó fuera de la nómina para disputar la Copa Mundial Sub-20 de 2013 debido a una lesión.

#### Participaciones en Sudamericanos
| Competencia                 | Sede      | Resultado    | PJ | Goles |
| --------------------------- | --------- | ------------ | -- | ----- |
| Sudamericano Sub-20 de 2013 | Argentina | Cuarto lugar | 8  | 1     |

### Selección absoluta
El 31 de mayo de 2011, fue convocado a la selección de fútbol de Chile para reemplazar al lesionado Mauricio Pinilla en la prenómina de la Copa América de aquel año. Finalmente, no fue incluido en el listado definitivo de 23 jugadores que disputaron el certamen en Argentina, ya que el entrenador Claudio Borghi prefirió llevar a Carlos Muñoz, quien en ese momento estaba teniendo un buen andar en Santiago Wanderers.
Debutó a nivel absoluto el 23 de junio de 2011 ante Paraguay con solo 18 años, en un encuentro amistoso disputado en el Estadio Defensores del Chaco. En dicho partido, fue titular y disputó 63 minutos antes de ser reemplazado por Carlos Muñoz.
Posteriormente, disputó dos encuentros amistosos, ante Francia y México, los días 10 de agosto y 4 de septiembre de 2011, respectivamente. En ambos cotejos fue titular, mostrándose muy activo en ataque, pero sin poder anotar.
Tras largos siete años de ausencia, y debido al buen nivel mostrado en su club, el Sporting Kansas City de la Major League Soccer, el 30 de agosto de 2018 fue incluido en la nómina de 23 jugadores entregada por el director técnico Reinaldo Rueda para los compromisos amistosos de la selección chilena ante Japón y Corea del Sur a disputarse los días 7 y 11 de septiembre, respectivamente. El primer encuentro fue suspendido, sin embargo ante Corea del Sur, jugó de titular volviendo a vestir los colores de su país después de 7 años en el Estadio Mundialista de Suwon, salió al minuto 56' por Ignacio Jeraldino quien debutó por la selección adulta, teniendo un bajo encuentro.

### Partidos internacionales
Actualizado hasta el 27 de marzo de 2023.
| 1     | 23 de junio de 2011      | Estadio Defensores del Chaco, Asunción, Paraguay              | Paraguay       | 0-0 | Chile     |   | Amistoso |
| 2     | 10 de agosto de 2011     | Stade de la Mosson, Montpellier, Francia                      | Francia        | 1-1 | Chile     |   | Amistoso |
| 3     | 4 de septiembre de 2011  | Estadio Cornellà-El Prat, Barcelona, España                   | México         | 1-0 | Chile     |   | Amistoso |
| 4     | 11 de septiembre de 2018 | Suwon World Cup Stadium, Suwon, Corea del Sur                 | Corea del Sur  | 0-0 | Chile     |   | Amistoso |
| 5     | 26 de marzo de 2019      | BBVA Compass Stadium, Houston, Estados Unidos                 | Estados Unidos | 1-1 | Chile     |   | Amistoso |
| 6     | 5 de septiembre de 2019  | Los Angeles Memorial Sports Arena, California, Estados Unidos | Chile          | 0-0 | Argentina |   | Amistoso |
| 7     | 10 de septiembre de 2019 | Estadio Olímpico Metropolitano, San Pedro Sula, Honduras      | Honduras       | 2-1 | Chile     |   | Amistoso |
| 8     | 12 de octubre de 2019    | Estadio José Rico Pérez, Alicante, España                     | Colombia       | 0-0 | Chile     |   | Amistoso |
| 9     | 15 de octubre de 2019    | Estadio José Rico Pérez, Alicante, España                     | Chile          | 3-2 | Guinea    |   | Amistoso |
| 10    | 16 de noviembre de 2022  | Estadio del Ejército Polaco, Varsovia, Polonia                | Polonia        | 1-0 | Chile     |   | Amistoso |
| 11    | 20 de noviembre de 2022  | Tehelné pole, Bratislava, Eslovaquia                          | Eslovaquia     | 0-0 | Chile     |   | Amistoso |
| 12    | 27 de marzo de 2023      | Estadio Monumental, Santiago, Chile                           | Chile          | 3-2 | Paraguay  |   | Amistoso |
| Total |                          |                                                               | Presencias     | 12  | Goles     | 0 |          |

| Selección chilena | Selección chilena | Selección chilena | Selección chilena |
| Año               | Partidos          | Goles             | Asist.            |
| ----------------- | ----------------- | ----------------- | ----------------- |
| 2011              | 3                 | 0                 | 0                 |
| 2018              | 1                 | 0                 | 0                 |
| 2019              | 5                 | 0                 | 1                 |
| 2022              | 2                 | 0                 | 0                 |
| 2023              | 1                 | 0                 | 0                 |
| Total             | 12                | 0                 | 1                 |

## Estadísticas
| Club                                | Div.          | Temporada     | Liga  | Liga  | Liga   | Copas nacionales | Copas nacionales | Copas nacionales | Torneos internacionales | Torneos internacionales | Torneos internacionales | Total | Total | Total  | Media goleadora |
| Club                                | Div.          | Temporada     | Part. | Goles | Asist. | Part.            | Goles            | Asist.           | Part.                   | Goles                   | Asist.                  | Part. | Goles | Asist. | Media goleadora |
| ----------------------------------- | ------------- | ------------- | ----- | ----- | ------ | ---------------- | ---------------- | ---------------- | ----------------------- | ----------------------- | ----------------------- | ----- | ----- | ------ | --------------- |
| Colo-Colo · Chile                   | 1.ª           | 2011          | 8     | 3     | 1      | —                | —                | —                | 2                       | 3                       | 0                       | 10    | 6     | 1      | 0.6             |
| Colo-Colo · Chile                   | Total club    | Total club    | 8     | 3     | 1      | 0                | 0                | 0                | 2                       | 3                       | 0                       | 10    | 6     | 1      | 0.6             |
| Sporting de Lisboa Portugal         | 1.ª           | 2011-12       | 9     | 1     | 1      | 1                | 0                | 0                | 6                       | 0                       | 0                       | 16    | 1     | 1      | 0.06            |
| Sporting de Lisboa Portugal         | 1.ª           | 2012-13       | 2     | 0     | 0      | —                | —                | —                | —                       | —                       | —                       | 2     | 0     | 0      | 0.00            |
| Sporting de Lisboa Portugal         | 1.ª           | 2014-15       | —     | —     | —      | 1                | 0                | 0                | —                       | —                       | —                       | 1     | 0     | 0      | 0.00            |
| Sporting de Lisboa Portugal         | Total club    | Total club    | 11    | 1     | 1      | 2                | 0                | 0                | 6                       | 0                       | 0                       | 19    | 1     | 1      | 0.05            |
| Sporting "B" Portugal               | 2.ª           | 2012-13       | 25    | 7     | 2      | —                | —                | —                | —                       | —                       | —                       | 25    | 7     | 2      | 0.28            |
| Sporting "B" Portugal               | 2.ª           | 2014-15       | 21    | 14    | 3      | —                | —                | —                | —                       | —                       | —                       | 21    | 14    | 3      | 0.67            |
| Sporting "B" Portugal               | 2.ª           | 2015-16       | 5     | 0     | 2      | —                | —                | —                | —                       | —                       | —                       | 5     | 0     | 2      | 0.00            |
| Sporting "B" Portugal               | Total club    | Total club    | 51    | 21    | 7      | 0                | 0                | 0                | 0                       | 0                       | 0                       | 51    | 21    | 7      | 0.41            |
| CS Pandurii · Rumania               | 1.ª           | 2013-14       | 4     | 0     | 0      | 1                | 0                | 0                | —                       | —                       | —                       | 5     | 0     | 0      | 0.00            |
| CS Pandurii · Rumania               | Total club    | Total club    | 4     | 0     | 0      | 1                | 0                | 0                | 0                       | 0                       | 0                       | 5     | 0     | 0      | 0.00            |
| Sandnes Ulf · Noruega               | 1.ª           | 2014          | 26    | 8     | 2      | —                | —                | —                | —                       | —                       | —                       | 26    | 8     | 2      | 0.31            |
| Sandnes Ulf · Noruega               | Total club    | Total club    | 26    | 8     | 2      | 0                | 0                | 0                | 0                       | 0                       | 0                       | 26    | 8     | 2      | 0.31            |
| Real Valladolid · España            | 2.ª           | 2015-16       | 13    | 0     | 1      | 1                | 0                | 0                | —                       | —                       | —                       | 14    | 0     | 1      | 0.00            |
| Real Valladolid · España            | Total club    | Total club    | 13    | 0     | 1      | 1                | 0                | 0                | 0                       | 0                       | 0                       | 14    | 0     | 1      | 0.00            |
| Sporting Kansas City Estados Unidos | 1.ª           | 2016          | 15    | 1     | 0      | 2                | 1                | 0                | 3                       | 1                       | 0                       | 20    | 3     | 0      | 0.15            |
| Sporting Kansas City Estados Unidos | 1.ª           | 2017          | 17    | 6     | 2      | 3                | 1                | 0                | —                       | —                       | —                       | 20    | 7     | 2      | 0.35            |
| Sporting Kansas City Estados Unidos | 1.ª           | 2018          | 23    | 10    | 5      | 2                | 0                | 0                | —                       | —                       | —                       | 25    | 10    | 5      | 0.4             |
| Sporting Kansas City Estados Unidos | Total club    | Total club    | 55    | 17    | 7      | 7                | 2                | 0                | 3                       | 1                       | 0                       | 65    | 20    | 7      | 0.31            |
| Swope Park Rangers Estados Unidos   | 3.ª           | 2016          | 2     | 1     | 0      | —                | —                | —                | —                       | —                       | —                       | 2     | 1     | 0      | 0.5             |
| Swope Park Rangers Estados Unidos   | 3.ª           | 2017          | 2     | 1     | 0      | —                | —                | —                | —                       | —                       | —                       | 2     | 1     | 0      | 0.5             |
| Swope Park Rangers Estados Unidos   | 3.ª           | 2018          | 3     | 1     | 0      | —                | —                | —                | —                       | —                       | —                       | 3     | 1     | 0      | 0.33            |
| Swope Park Rangers Estados Unidos   | Total club    | Total club    | 7     | 3     | 0      | 0                | 0                | 0                | 0                       | 0                       | 0                       | 7     | 3     | 0      | 0.43            |
| Colorado Rapids Estados Unidos      | 1.ª           | 2019          | 26    | 11    | 5      | 1                | 1                | 1                | —                       | —                       | —                       | 27    | 12    | 6      | 0.44            |
| Colorado Rapids Estados Unidos      | 1.ª           | 2020          | 17    | 3     | 3      | —                | —                | —                | —                       | —                       | —                       | 17    | 3     | 3      | 0.18            |
| Colorado Rapids Estados Unidos      | 1.ª           | 2021          | 27    | 5     | 4      | —                | —                | —                | —                       | —                       | —                       | 27    | 5     | 4      | 0.19            |
| Colorado Rapids Estados Unidos      | 1.ª           | 2022          | 30    | 16    | 5      | 1                | 0                | 0                | 2                       | 0                       | 0                       | 33    | 16    | 5      | 0.48            |
| Colorado Rapids Estados Unidos      | 1.ª           | 2023          | 16    | 3     | 2      | —                | —                | —                | 1                       | 1                       | 0                       | 17    | 4     | 2      | 0.24            |
| Colorado Rapids Estados Unidos      | Total club    | Total club    | 116   | 38    | 19     | 2                | 1                | 1                | 3                       | 1                       | 0                       | 121   | 40    | 20     | 0.33            |
| Colorado Rapids 2 Estados Unidos    | 3.ª           | 2022          | 1     | 1     | 0      | —                | —                | —                | —                       | —                       | —                       | 1     | 1     | 0      | 1               |
| Colorado Rapids 2 Estados Unidos    | 3.ª           | 2023          | 1     | 1     | 0      | —                | —                | —                | —                       | —                       | —                       | 1     | 1     | 0      | 1               |
| Colorado Rapids 2 Estados Unidos    | Total club    | Total club    | 2     | 2     | 0      | 0                | 0                | 0                | 0                       | 0                       | 0                       | 2     | 2     | 0      | 1               |
| Austin FC Estados Unidos            | 1.ª           | 2024          | 33    | 4     | 1      | —                | —                | —                | 3                       | 0                       | 0                       | 36    | 4     | 1      | 0.11            |
| Austin FC Estados Unidos            | 1.ª           | 2025          | 16    | 1     | 2      | 3                | 0                | 0                | —                       | —                       | —                       | 19    | 1     | 2      | 0.05            |
| Austin FC Estados Unidos            | Total club    | Total club    | 49    | 5     | 3      | 3                | 0                | 0                | 3                       | 0                       | 0                       | 55    | 5     | 3      | 0.09            |
| Total carrera                       | Total carrera | Total carrera | 342   | 98    | 41     | 16               | 3                | 1                | 17                      | 5                       | 0                       | 375   | 106   | 42     | 0.28            |
| 1. 2. 3.                            |               |               |       |       |        |                  |                  |                  |                         |                         |                         |       |       |        |                 |

## Palmarés

### Campeonatos nacionales
| Título      | Club                 | País           | Año  |
| ----------- | -------------------- | -------------- | ---- |
| US Open Cup | Sporting Kansas City | Estados Unidos | 2017 |

### Distinciones individuales
| Distinción                    | Año      |
| ----------------------------- | -------- |
| Mejor Jugador Joven/Debutante | 2011 (A) |